# Bourse internationale iranienne du pétrole
La Bourse internationale iranienne du pétrole (Iranian International Petroleum Exchange IIPE) est une bourse ouverte le 17 février 2008 où s'échangent certains dérivés du pétrole et à terme, le pétrole brut. La particularité de cette bourse est que les échanges se font principalement en rial iranien et non en dollar comme dans les autres bourses mondiales. Cette particularité met à mal la suprématie de la monnaie américaine qui sert de monnaie étalon dans la vente de pétrole (pétrodollar).
La bourse est située sur l'île de Kish, une zone franche.

## Histoire
La création d'une telle bourse s'inscrit dans les relations tendues entre l'Iran et les États-Unis et surtout l'élection de Mahmoud Ahmadinejad comme Président de la République d'Iran .
Dans un premier temps, des rumeurs ont laissé penser que la monnaie qui servira d'échange serait l'euro, qui devient de plus en plus viable par rapport au dollar. Finalement, c'est la monnaie nationale iranienne qui est choisie. À terme, d'autres monnaies, à l'exception du dollar, pourraient être utilisées.

## Conséquence
Le passage à une autre monnaie que le dollar a des conséquences économiques pour les États-Unis. Le dollar servant de monnaie d'échange, les pays étrangers se voyaient dans l'obligation d'acheter des dollars auprès de la réserve fédérale des États-Unis, qui est la seule institution autorisée à émettre la monnaie nationale américaine.
Le passage à une autre monnaie diminue le recours aux dollars pour payer le pétrole. Les rentrées d'argent diminuent donc aux États-Unis. Ce qui, dans un contexte économique américain morose et un dollar faible face à l'euro et au yen, peut pousser nombre de pays à utiliser une autre monnaie que le dollar.